# Bookoff Corporation
Bookoff Corporation K.K. (jap. ブックオフコーポレーション株式会社, Bukku Ofu Kōporēshon Kabushiki-gaisha, engl. Bookoff Corporation Limited), auch Book•Off, ist das größte Unternehmen in Japan, das sich auf den Handel mit Second-Hand-Waren spezialisiert hat. Größte Kette innerhalb des Unternehmens ist dabei die Book•Off-Kette, welche sich auf Unterhaltungsmedien spezialisiert hat.

## Unternehmensgeschichte

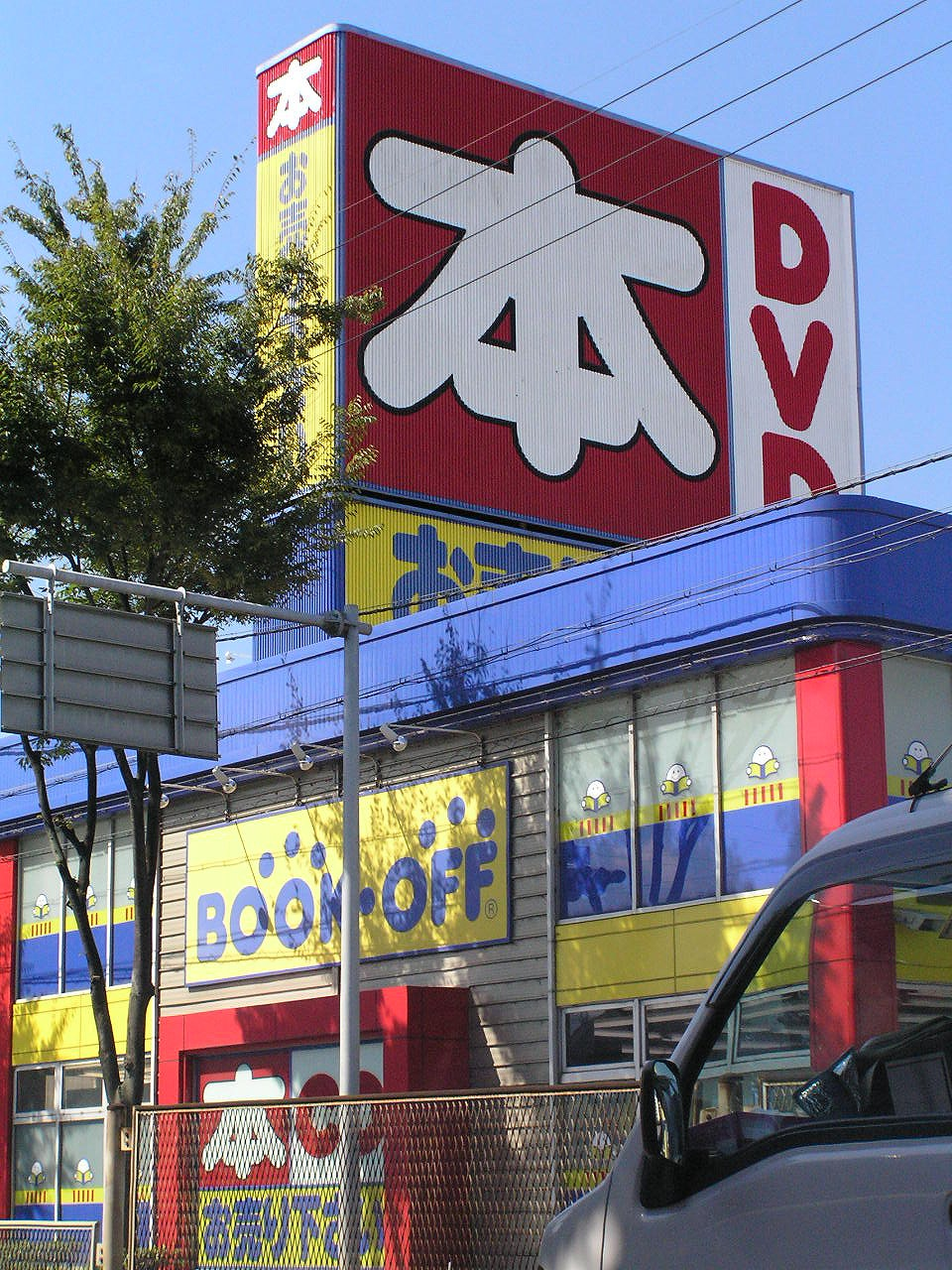
Filiale in Japan

Im Mai 1990 wird die erste Filiale der Book•Off-Kette eröffnet, bevor am 1. August des Jahres 1991 die eigentliche Gesellschaft gegründet wurde. Im Oktober 1991 wurde die erste Franchise-Lizenz vergeben und die erste Filiale aufgrund dieser Lizenz im November desselben Jahres eröffnet. Im Dezember 1994 wurde bereits die landesweit 100. Filiale eröffnet.
Neben der spezialisierten Kette Book•Off, welche ausschließlich mit gebrauchten Print- und Unterhaltungsmedien handelt, wurde ab November 1996 ebenfalls mit der neuen Kette Hard•Off gebrauchte Computer sowie Audio- und Video-Elektronik gehandelt. In den Folgejahren 1999 und 2000 wurde das Sortiment mit den Ketten B•Kids und B•Sports auf Kinder- und Baby-Artikel sowie Sport- und Outdoor-Artikel erweitert. Im September 2000 kam die Kette Tsutaya als Mediatheken-Kette hinzu.
Größte Kette innerhalb des Unternehmens ist Book•Off mit japanweit mehr als 800 Filialen (Stand 2021).

## Bookoff außerhalb Japans

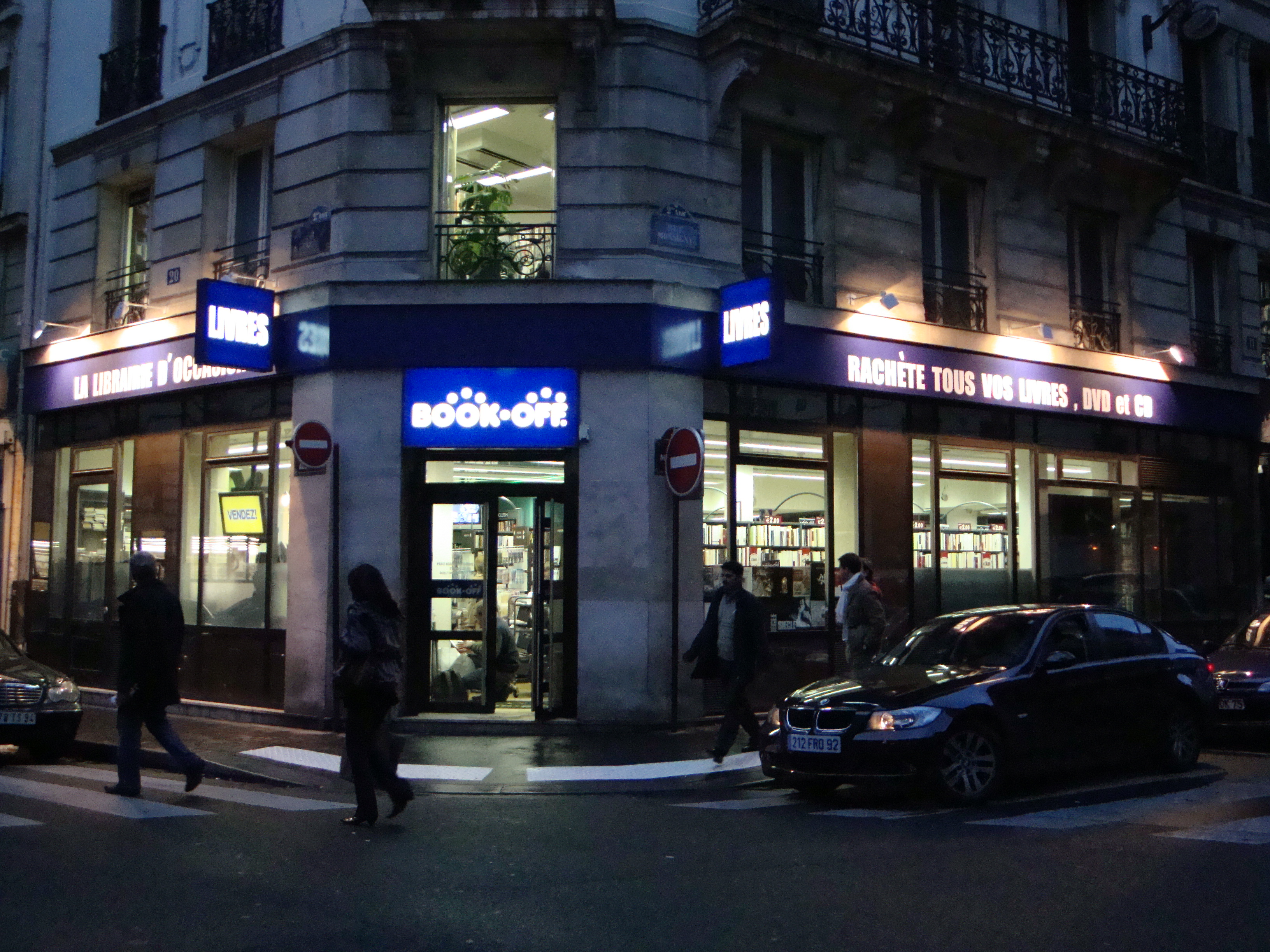
Filiale in Paris

Anfang 2000 wurde die erste Filiale außerhalb Japans auf Hawaii eröffnet. In den Folgejahren entstanden weitere Filialen in den Vereinigten Staaten, Paris (Frankreich, 2004), Vancouver (Kanada, 2005) sowie Seoul (Südkorea, 2006).